# Clotari IV
Clotari IV (vers 652–vers 719), va ser designat rei d'Austràsia pel majordom de palau Carles Martell l'any 717.
Durant el seu breu regnat, si es pot considerar com a tal, no va tenir cap mena de poder real i fou tan sols un titella a mans de Carles Martell, que tan sols l'havia entronat per oposar-lo al seu enemic Khilperic II de Nèustria. Però la mort de Clotari poc després, van portar-lo a negociar amb Khilperic la reunificació dels regnes francs.

Es desconeix la seva relació amb la dinastia regnant merovíngia, i existeix la possibilitat que ni tan sols fos merovingi. Segons algunes fons posteriors podria ser fill de Teodoric III (rei dels francs).

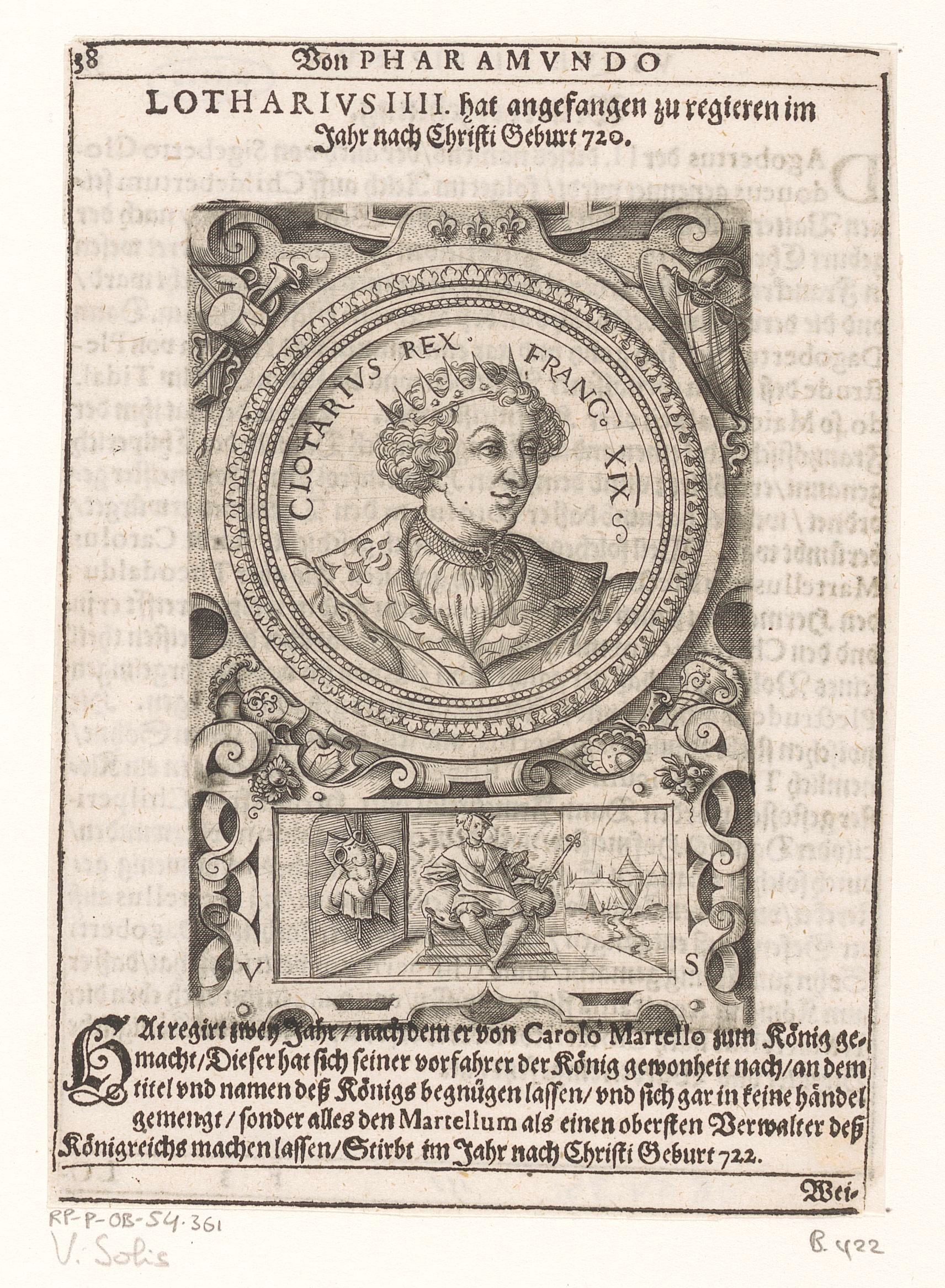
Retrat de Clotari IV, rei d'Austràsia.